# Boomsnavelmos
Boomsnavelmos (Rhynchostegium confertum) is een bladmos uit de dikkopmosfamilie (Brachytheciaceae). Het komt voor op steen, schors en hout, bij voorkeur op plaatsen die wat voedselrijker zijn. Het is een pionier op baserijke steen. Het wordt het meest betrouwbaar geïdentificeerd in de late herfst en winter, wanneer het overvloedige capsules draagt.

## Determinatie
Boomsnavelmos is onregelmatig vertakt en zit sterk aan het substraat gehecht. Het vormt glanzende matten. Het blad is eirond tot driehoekig. De nerf is duidelijk aanwezig en loopt tot driekwart van het blad. Het mos komt vaak ietwat rommelig over. 
Het sporenkapsel staat op een licht gebogen (30 graden) gladde steel. De deksel is lang en vaak krom gesnaveld.

## Verspreiding
Het verspreidingsgebied is Europees gematigd. Het komt voor van Noord-Europa tot IJsland en zuid Scandinavië, oostwaarts naar Wit-Rusland en de Kaukasus. Macaronesië, Noord-Afrika. Turkije en het nabije Oosten, richting Azerbeidzjan en Afghanistan. In Nederland komt het zeer algemeen voor. Het is niet bedreigd en staat niet op de rode lijst.

## Foto's

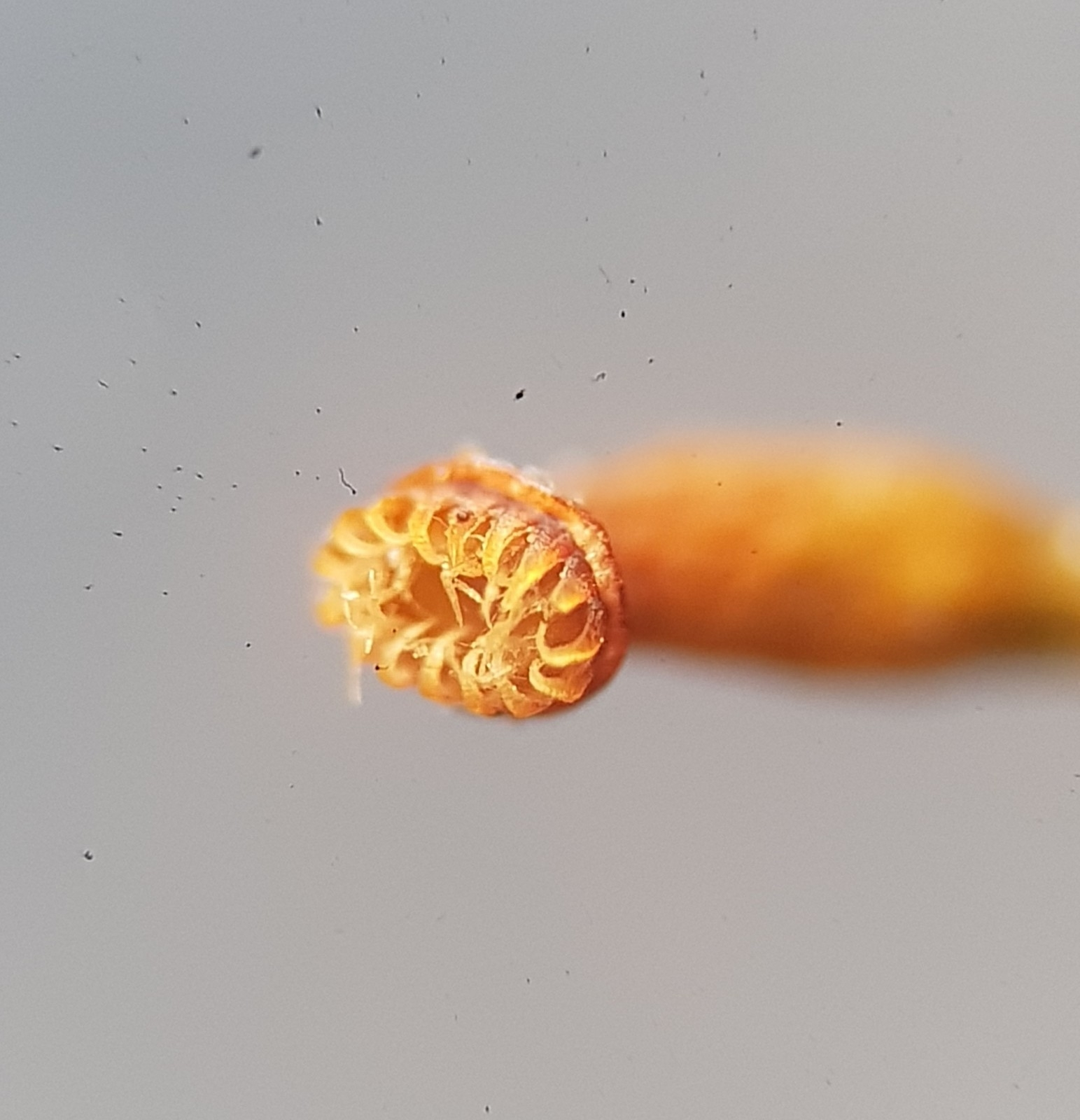
Deksel
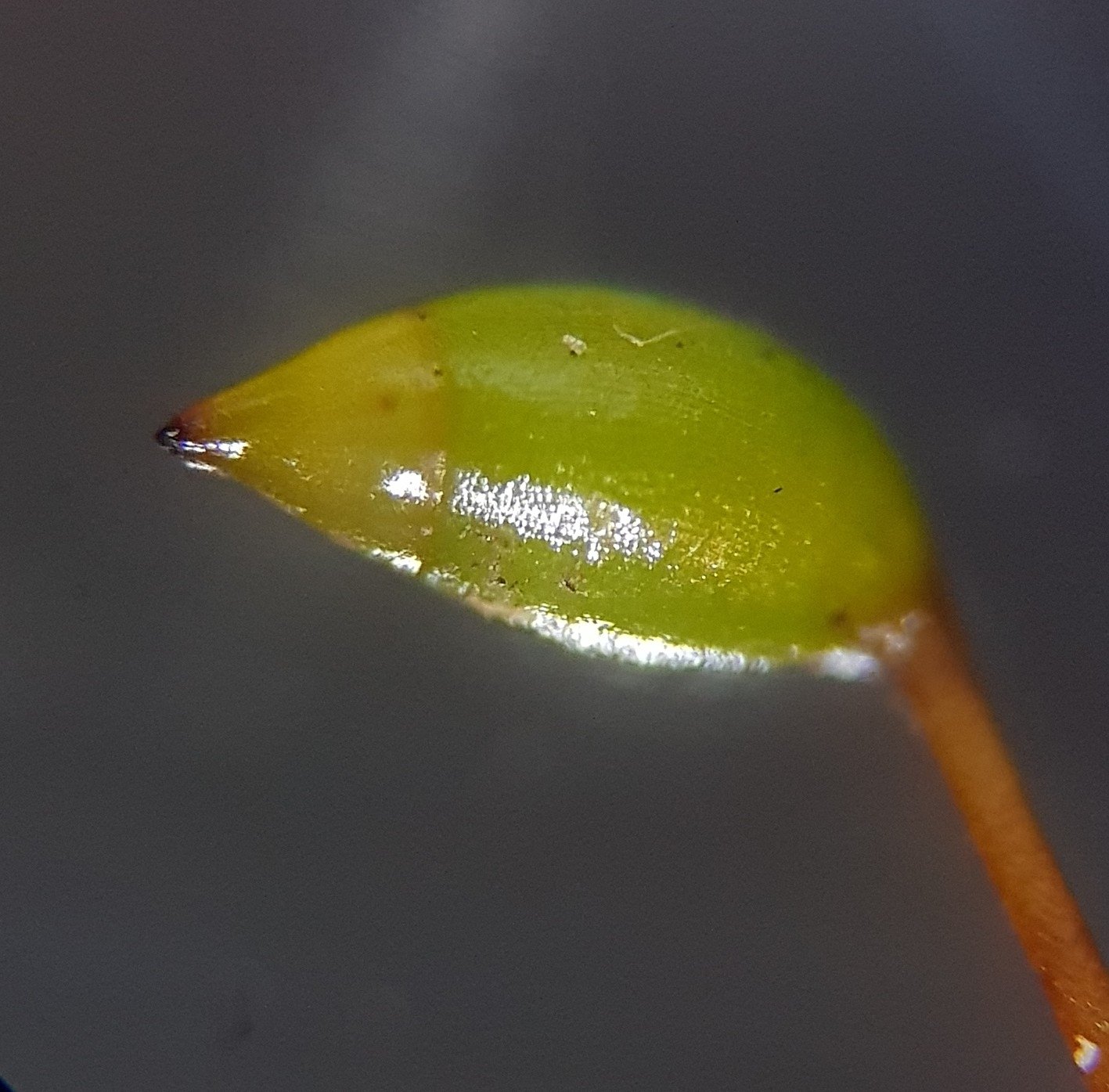
Sporenkapsel
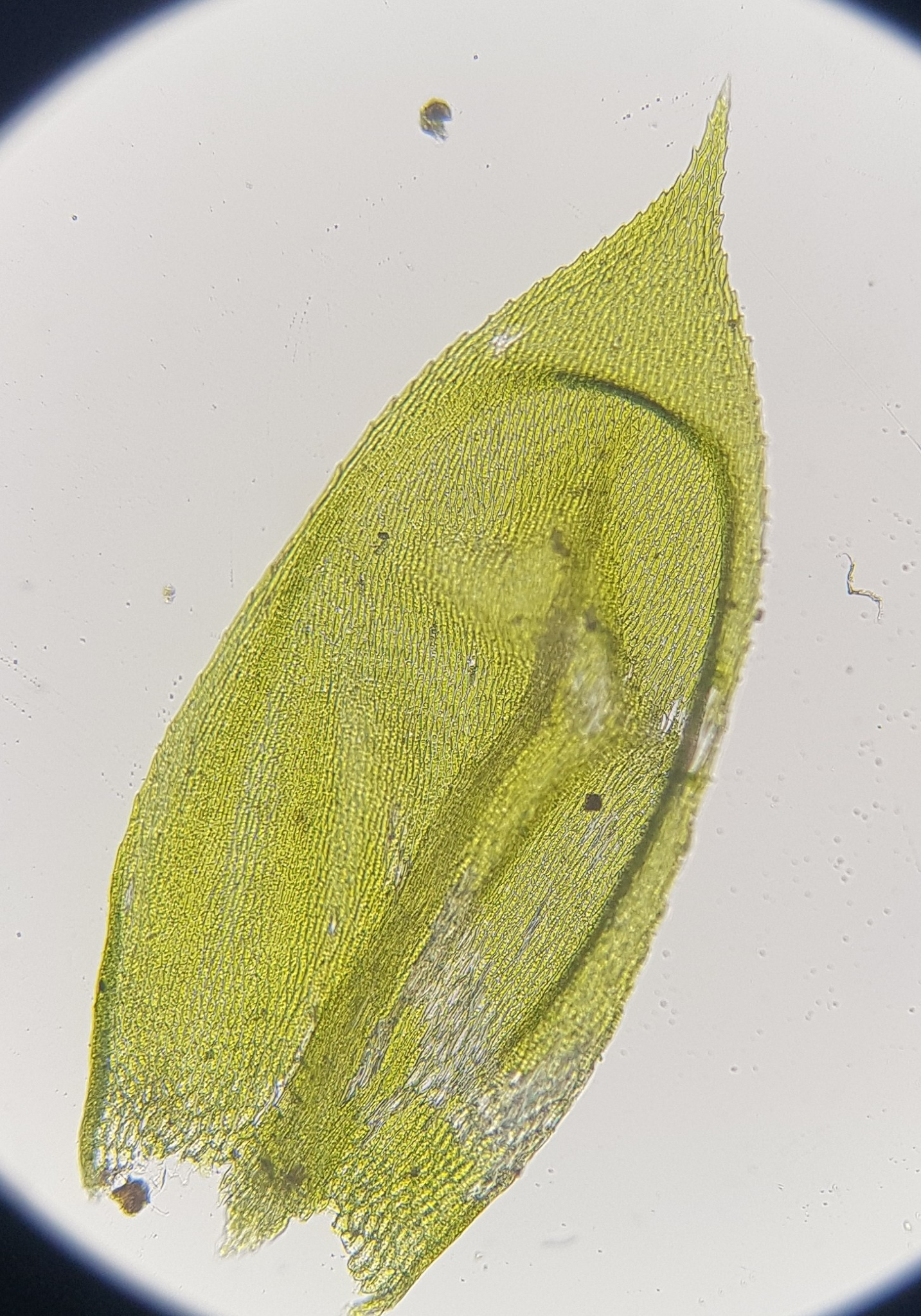
Blad